# Mathias Jørgensen (football, 2000)
Mathias Jørgensen, né le 20 septembre 2000 à Hundested au Danemark, est un footballeur danois qui évolue au poste d'ailier droit au Aalborg BK.

## Biographie

### En club
Né à Hundested au Danemark, Mathias Jørgensen commence le football dans le club local du Hundested IK avant de rejoindre le centre de formation du FC Nordsjælland. Le 8 janvier 2017, à seize ans, il rejoint l'Odense BK, où il poursuit sa formation.
Il joue son premier match en professionnel lors d'un match de championnat contre le Randers FC le 18 mars 2018. Il entre en jeu à la place de Anders K. Jacobsen (en) et son équipe est battue par quatre buts à un. 
Le 12 février 2019, Mathias Jørgensen rejoint les États-Unis afin de s'engager en faveur des Red Bulls de New York,.
Il joue son premier match pour les Red Bulls de New York le 13 mars 2019, lors du quart de finale retour de la Ligue des champions de la CONCACAF 2019 face au Santos Laguna. Il entre en jeu à la place d'Omir Fernandez (en) et son équipe est battue par quatre buts à deux.
En décembre 2019, Jørgensen fait part de sa déception de ne pas jouer davantage avec l'équipe première du club, l'attaquant danois ayant fait seulement six apparitions lors de sa première année au club. En revanche, il est davantage utilisé avec la deuxième équipe du club, où il brille, marquant notamment 11 buts en 22 matchs sur sa première année.
Le 26 janvier 2022, Mathias Jørgensen rejoint l'Esbjerg fB. Il signe un contrat de trois ans, soit jusqu'en décembre 2024 avec son nouveau club.
Jørgensen marque son premier but pour Esbjerg le 31 mars 2022, lors d'une rencontre de championnat face au Hobro IK. Il est titularisé et les deux équipes se neutralisent (2-2 score final).
Après avoir marqué 10 buts et délivré 13 passes décisives avec l'Esbjerg fB sur la première partie de la saison 2023-2024, Jørgensen quitte le club au mercato d'hiver pour rejoindre l'Aalborg BK. Le transfert est officialisé le 1er février 2024 et il signe un contrat courant jusqu'en juin 2027.

### En sélection
Mathias Jørgensen représente l'équipe du Danemark des moins de 18 ans, pour un total de deux matchs joués en 2018.
Mathias Jørgensen joue son premier et unique match avec l'équipe du Danemark espoirs le 12 janvier 2020, contre la Slovaquie. Il entre en jeu à la place de Emil Riis Jakobsen et son équipe s'impose par trois buts à un.